# Jan Casteels
Jan Casteels (Geluwe, tweede helft 16e eeuw), ook Castelius, was een rooms-katholiek priester en filoloog in de Zuidelijke Nederlanden.

## Levensloop
Casteels stamde uit een adellijke familie en werd priester en pastoor in Zomergem.
Hij verwierf een grondige kennis van het Grieks en het Latijn, wat hem toeliet geleerde werken te publiceren, die omstreeks 1573 bij Plantijn werden gedrukt.
Hij schreef brieven naar broeder Cornelis van Dordrecht, die hij aanspoorde tot grotere gematigdheid.

## Publicaties
- Institutiones artis grammatice
- Commentariae et notae in Antholgium Graecorum epigrammaticus.